# Krishnarājpet
Krishnarājpet är en ort i Indien.   Den ligger i distriktet Mandya och delstaten Karnataka, i den södra delen av landet, 1 800 km söder om huvudstaden New Delhi. Krishnarājpet ligger 815 meter över havet och antalet invånare är 24 289.
Terrängen runt Krishnarājpet är platt. Runt Krishnarājpet är det tätbefolkat, med 319 invånare per kvadratkilometer. Krishnarājpet är det största samhället i trakten. Omgivningarna runt Krishnarājpet är en mosaik av jordbruksmark och naturlig växtlighet.